# Yasuzo Massumura
Yasuzo Massumura (増村保造; Masumura Yasuzō - 25 de agosto de 1924 - 23 de novembro de 1986) foi um cineasta japonês, cuja obra foi produzida a partir da década de 1960.
O autor mostra em suas obras de caráter transgressor, uma visão cruel do Japão no pós-guerra, por vezes com erotismo.

## Filmografia
- Giants and Toys
- The Black Test Car
- Manji
- Tatoo
- Blind Beast